# Teemu Aalto
Teemu Aalto (Kokkola, 30 marzo 1978) è un hockeista su ghiaccio finlandese.